# Henry Prunières

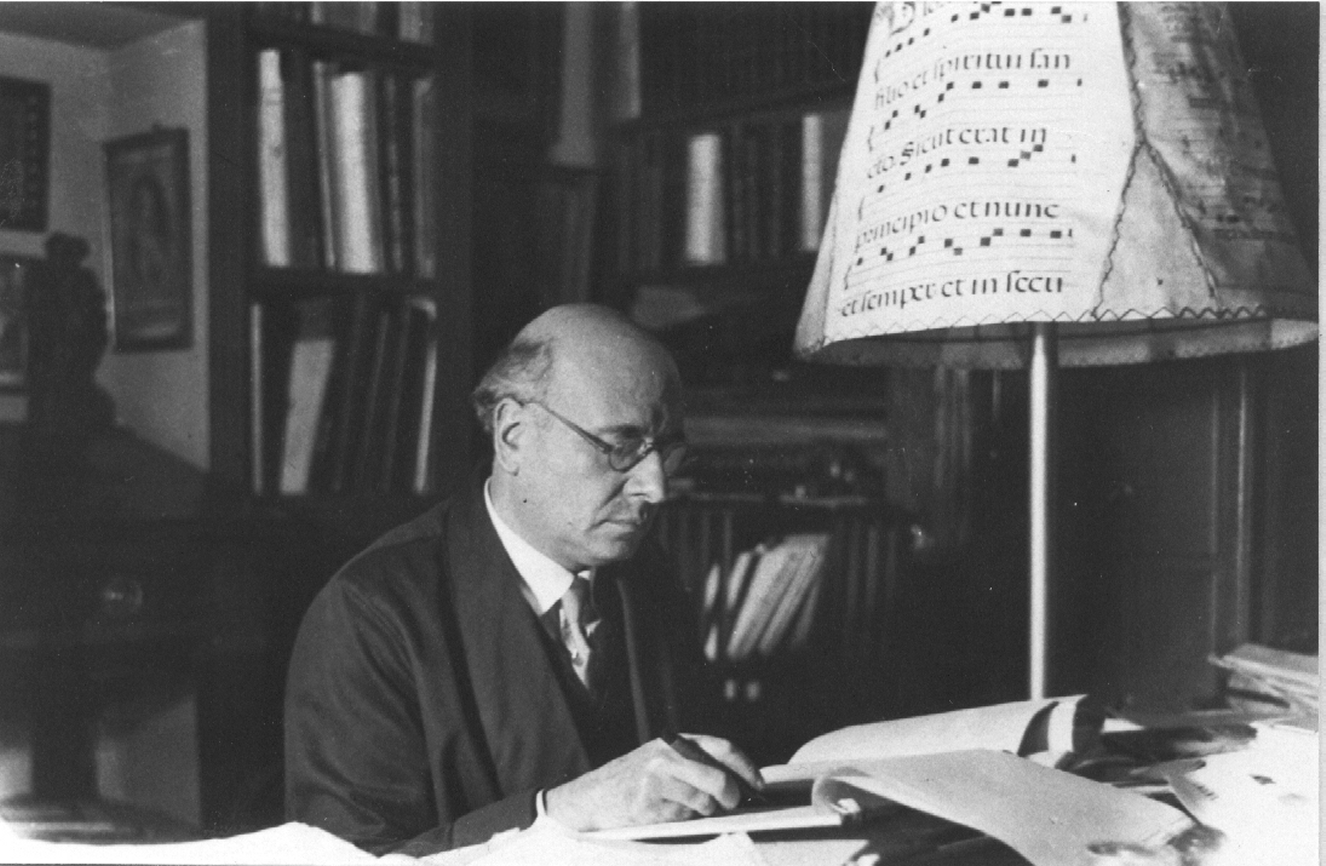
Henry Prunières (1935)

Henry Prunières (* 24. Mai 1886 in Paris; † 11. April 1942 in Nanterre) war ein französischer Musikologe. Er stieß die Erstellung einer nach seinem Tod veröffentlichten Gesamtausgabe der Werke des Komponisten Jean-Baptiste Lully an und weckte das Bewusstsein für dessen führende Rolle bei der Begründung des bis zur Revolution für Frankreich typischen Musikstils.

## Leben
An der Sorbonne war Prunières von 1906 an Schüler von Romain Rolland. Er wurde 1908 mit der Katalogisierung der musikalischen Bestände der Biblioteca Laurenziana in Florenz betraut und gab zwischen 1909 und 1914 Unterricht an der École des Hautes Études Sociales. Das Thema seiner Doktorarbeit von 1913 war L’Opéra italien en France avant Lulli (Die italienische Oper in Frankreich vor Lulli), wozu er außerdem die thèse schrieb: Le Ballet de Cour en France avant Benserade et Lully. Prunières Schreibstil war populärwissenschaftlich und von seinen Büchern fand Cavalli et l’opéra vénetien die größte Leserschaft. Nachdem er 1920 die Revue musicale gegründet hatte, leitete er von 1921 die Konzerte im Vieux-Colombier und war ab 1924 bisweilen in Paris Korrespondent der New York Times, bis er 1935 zum Diplôme Technique de Bibliothécaire kam.